# Tournoi féminin de beach-volley aux Jeux olympiques d'été de 2012
 (août 2016).
Navigation
Pékin 2008 Rio de Janeiro 2016
Le tournoi féminin de beach-volley des Jeux olympiques d'été de 2012 s'est déroulé du 28 juillet 2012 au 8 août 2012 au Horse Guards Parade à Londres. 24 équipes se sont disputé les médailles olympiques.

## Têtes de séries
| Rang | Équipe                                   | CNO                |
| ---- | ---------------------------------------- | ------------------ |
| 1    | Juliana Felisberta – Larissa França      | Brésil             |
| 2    | Xue Chen – Zhang Xi                      | Chine              |
| 3    | Misty May-Treanor – Kerri Walsh Jennings | États-Unis         |
| 4    | Jennifer Kessy – April Ross              | États-Unis         |
| 5    | Maria Antonelli – Talita Antunes         | Brésil             |
| 6    | Zara Dampney – Shauna Mullin             | Grande-Bretagne    |
| 7    | Greta Cicolari – Marta Menegatti         | Italie             |
| 8    | Sara Goller – Laura Ludwig               | Allemagne          |
| 9    | Sanne Keizer – Marleen van Iersel        | Pays-Bas           |
| 10   | Kristýna Kolocová – Markéta Sluková      | République tchèque |
| 11   | Simone Kuhn – Nadine Zumkehr             | Suisse             |
| 12   | Katrin Holtwick – Ilka Semmler           | Allemagne          |
| 13   | Lenka Háječková – Hana Klapalová         | République tchèque |
| 14   | Vassilikí Arvaníti – Maria Tsiartsiani   | Grèce              |
| 15   | Doris Schwaiger – Stefanie Schwaiger     | Autriche           |
| 16   | Elsa Baquerizo – Liliana Fernández       | Espagne            |
| 17   | Louise Bawden – Becchara Palmer          | Australie          |
| 18   | Ekaterina Khomyakova – Evgenia Ukolova   | Russie             |
| 19   | Marie-Andrée Lessard – Annie Martin      | Canada             |
| 20   | Madelein Meppelink – Sophie van Gestel   | Pays-Bas           |
| 21   | Ana Gallay – María Zonta                 | Argentine          |
| 22   | Natalie Cook – Tamsin Hinchley           | Australie          |
| 23   | Anastasia Vasina – Anna Vozakova         | Russie             |
| 24   | Natacha Rigobert – Elodie Li Yuk Lo      | Maurice            |

## Format de la compétition
Les 24 équipes sont séparées en six groupes de quatre, lesquelles disputent un round robin entre elles. Les deux premiers de chaque groupe, ainsi que les deux meilleurs troisièmes, sont qualifiés pour la phase finale. Les quatre autres troisièmes disputent le tour de rattrapage, dont les deux vainqueurs rejoignent également la phase finale. Les quatrièmes de groupe sont éliminés. La phase finale consiste en huitièmes de finale, quarts de finale, demi-finales, finale pour la médaille de bronze et finale.

### Calendrier
| Jour    | Date            | Début | Fin   | Session                                                      |
| ------- | --------------- | ----- | ----- | ------------------------------------------------------------ |
| Jour 2  | 28 juillet 2012 | 09:00 | 12:50 | Tour préliminaire (6 matches)                                |
| Jour 2  | 28 juillet 2012 | 14:30 | 18:20 | Tour préliminaire (6 matches)                                |
| Jour 2  | 28 juillet 2012 | 20:00 | 23:50 | Tour préliminaire (6 matches)                                |
| Jour 3  | 29 juillet 2012 | 09:00 | 12:50 | Tour préliminaire (6 matches)                                |
| Jour 3  | 29 juillet 2012 | 14:30 | 18:20 | Tour préliminaire (6 matches)                                |
| Jour 3  | 29 juillet 2012 | 20:00 | 23:50 | Tour préliminaire (6 matches)                                |
| Jour 4  | 30 juillet 2012 | 09:00 | 12:50 | Tour préliminaire (6 matches)                                |
| Jour 4  | 30 juillet 2012 | 14:30 | 18:20 | Tour préliminaire (6 matches)                                |
| Jour 4  | 30 juillet 2012 | 20:00 | 23:50 | Tour préliminaire (6 matches)                                |
| Jour 5  | 31 juillet 2012 | 09:00 | 12:50 | Tour préliminaire (6 matches)                                |
| Jour 5  | 31 juillet 2012 | 14:30 | 18:20 | Tour préliminaire (6 matches)                                |
| Jour 5  | 31 juillet 2012 | 20:00 | 23:50 | Tour préliminaire (6 matches)                                |
| Jour 6  | 1er août 2012   | 09:00 | 12:50 | Tour préliminaire (6 matches)                                |
| Jour 6  | 1er août 2012   | 14:30 | 18:20 | Tour préliminaire (6 matches)                                |
| Jour 6  | 1er août 2012   | 20:00 | 23:50 | Tour préliminaire (6 matches)                                |
| Jour 7  | 2 août 2012     | 09:30 | 13:00 | Tour préliminaire (6 matches) Tour de rattrapage (2 matches) |
| Jour 7  | 2 août 2012     | 14:45 | 18:15 | Tour préliminaire (6 matches) Tour de rattrapage (2 matches) |
| Jour 7  | 2 août 2012     | 20:00 | 23:30 | Tour préliminaire (6 matches) Tour de rattrapage (2 matches) |
| Jour 8  | 3 août 2012     | 09:00 | 10:50 | Huitièmes de finale (4 matches)                              |
| Jour 8  | 3 août 2012     | 13:00 | 14:50 | Huitièmes de finale (4 matches)                              |
| Jour 8  | 3 août 2012     | 17:00 | 18:50 | Huitièmes de finale (4 matches)                              |
| Jour 8  | 3 août 2012     | 21:00 | 22:50 | Huitièmes de finale (4 matches)                              |
| Jour 9  | 4 août 2012     | 09:00 | 10:50 | Huitièmes de finale (4 matches)                              |
| Jour 9  | 4 août 2012     | 13:00 | 14:50 | Huitièmes de finale (4 matches)                              |
| Jour 9  | 4 août 2012     | 17:00 | 18:50 | Huitièmes de finale (4 matches)                              |
| Jour 9  | 4 août 2012     | 21:00 | 22:50 | Huitièmes de finale (4 matches)                              |
| Jour 10 | 5 août 2012     | 18:00 | 19:50 | Quarts de finale (4 matches)                                 |
| Jour 10 | 5 août 2012     | 22:00 | 23:50 | Quarts de finale (4 matches)                                 |
| Jour 12 | 7 août 2012     | 17:00 | 18:50 | Demi-finales (2 matches)                                     |
| Jour 12 | 7 août 2012     | 21:00 | 22:50 | Demi-finales (2 matches)                                     |
| Jour 13 | 8 août 2012     | 19:00 | 22:30 | Petite finale , finale et cérémonie protocolaire             |

## Phase préliminaire

### Formation des groupes
Les équipes sont réparties entre les groupes selon le classement mondial de la FIVB.
| Poule A | Poule B | Poule C | Poule D | Poule E | Poule F |
| ------- | ------- | ------- | ------- | ------- | ------- |
|         |         |         |         |         |         |

### Groupe A
Les deux premières équipes de la poule sont qualifiées pour les huitièmes de finale, la troisième pour le tour de rattrapage.
- Qualifiés pour les huitièmes de finale
- Qualifiés pour le tour de rattrapage
- Éliminées

| # | Équipe                      | Pts | J | G | Gt | Pt | P | Sp | Sc | Ratio | Pp  | Pc  | Ratio |
| 1 | Felisberta – França (BRA)   | 6   | 3 | 3 | 0  | 0  | 0 | 6  | 0  | MAX   | 126 | 76  | 1.658 |
| 2 | Holtwick – Semmler (GER)    | 5   | 3 | 2 | 0  | 0  | 1 | 4  | 2  | 2     | 115 | 97  | 1.186 |
| 3 | Háječková – Klapalová (CZE) | 4   | 3 | 1 | 0  | 0  | 2 | 2  | 4  | 0.5   | 106 | 105 | 1.01  |
| 4 | Rigobert – Li Yuk Lo (MRI)  | 3   | 3 | 0 | 0  | 0  | 3 | 0  | 6  | 0     | 57  | 126 | 0.452 |

| Date            | Match                                                    | Score | Set 1 | Set 2 | Set 3 |
| --------------- | -------------------------------------------------------- | ----- | ----- | ----- | ----- |
| 28 juillet 2012 | Holtwick / Semmler (GER) - Háječková / Klapalová (CZE)   | 2-0   | 21-16 | 21-18 |       |
| 28 juillet 2012 | Felisberta / França (BRA) - Rigobert / Li Yuk Lo (MRI)   | 2-0   | 21-5  | 21-10 |       |
| 30 juillet 2012 | Háječková / Klapalová (CZE) - Rigobert / Li Yuk Lo (MRI) | 2-0   | 21-10 | 21-11 |       |
| 30 juillet 2012 | Felisberta / França (BRA) - Holtwick / Semmler (GER)     | 2-0   | 21-18 | 21-13 |       |
| 1er août 2012   | Holtwick / Semmler (GER) - Rigobert / Li Yuk Lo (MRI)    | 2-0   | 21-11 | 21-10 |       |
| 1er août 2012   | Felisberta / França (BRA) - Háječková / Klapalová (CZE)  | 2-0   | 21-12 | 21-18 |       |

### Groupe B
Les deux premières équipes de la poule sont qualifiées pour les huitièmes de finale, la troisième pour le tour de rattrapage.
- Qualifiés pour les huitièmes de finale
- Qualifiés pour le tour de rattrapage
- Éliminées

| # | Équipe                       | Pts | J | G | Gt | Pt | P | Sp | Sc | Ratio | Pp  | Pc  | Ratio |
| 1 | Vasina – Vozakova (RUS)      | 5   | 3 | 0 | 2  | 1  | 0 | 5  | 4  | 1.25  | 156 | 150 | 1.04  |
| 2 | Xue – Zhang (CHN)            | 5   | 3 | 1 | 1  | 1  | 0 | 5  | 3  | 1.667 | 143 | 135 | 1.059 |
| 3 | Kuhn – Zumkehr (SUI)         | 4   | 3 | 1 | 0  | 2  | 0 | 4  | 4  | 1     | 136 | 139 | 0.978 |
| 4 | Arvaníti – Tsiartsiani (GRE) | 4   | 3 | 0 | 1  | 0  | 2 | 2  | 5  | 0.4   | 119 | 130 | 0.915 |

| Date            | Match                                                  | Score | Set 1 | Set 2 | Set 3 |
| --------------- | ------------------------------------------------------ | ----- | ----- | ----- | ----- |
| 28 juillet 2012 | Xue / Zhang (CHN) - Vasina / Vozakova (RUS)            | 1-2   | 21-18 | 14-21 | 14-16 |
| 28 juillet 2012 | Kuhn / Zumkehr (SUI) - Arvaníti / Tsiartsiani (GRE)    | 2-0   | 21-13 | 21-19 |       |
| 30 juillet 2012 | Xue / Zhang (CHN) - Kuhn / Zumkehr (SUI)               | 2-1   | 21-18 | 16-21 | 15-8  |
| 30 juillet 2012 | Arvaníti / Tsiartsiani (GRE) - Vasina / Vozakova (RUS) | 2-1   | 18-21 | 21-13 | 15-12 |
| 1er août 2012   | Xue / Zhang (CHN) - Arvaníti / Tsiartsiani (GRE)       | 2-0   | 21-17 | 21-16 |       |
| 1er août 2012   | Kuhn / Zumkehr (SUI) - Vasina / Vozakova (RUS)         | 1-2   | 17-21 | 21-19 | 9-15  |

### Groupe C
Les deux premières équipes de la poule sont qualifiées pour les huitièmes de finale, la troisième pour le tour de rattrapage.
- Qualifiés pour les huitièmes de finale
- Qualifiés pour le tour de rattrapage
- Éliminées

| # | Équipe                      | Pts | J | G | Gt | Pt | P | Sp | Sc | Ratio | Pp  | Pc  | Ratio |
| 1 | May-Treanor – Walsh (USA)   | 6   | 3 | 2 | 1  | 0  | 0 | 6  | 1  | 6     | 137 | 109 | 1.257 |
| 2 | Kolocová – Sluková (CZE)    | 5   | 3 | 0 | 2  | 0  | 1 | 4  | 4  | 1     | 133 | 137 | 0.971 |
| 3 | Schwaiger – Schwaiger (AUT) | 4   | 3 | 0 | 1  | 2  | 0 | 4  | 5  | 0.8   | 141 | 150 | 0.94  |
| 4 | Cook – Hinchley (AUS)       | 3   | 3 | 0 | 0  | 2  | 1 | 2  | 6  | 0.333 | 136 | 151 | 0.901 |

| Date            | Match                                                   | Score | Set 1 | Set 2 | Set 3 |
| --------------- | ------------------------------------------------------- | ----- | ----- | ----- | ----- |
| 28 juillet 2012 | Kolocová / Sluková (CZE) - Schwaiger / Schwaiger (AUT)  | 2-1   | 10-21 | 21-13 | 15-13 |
| 28 juillet 2012 | May-Treanor / Walsh (USA) - Cook / Hinchley (AUS)       | 2-0   | 21-18 | 21-19 |       |
| 30 juillet 2012 | Schwaiger / Schwaiger (AUT) - Cook / Hinchley (AUS)     | 2-1   | 18-21 | 22-20 | 15-10 |
| 30 juillet 2012 | May-Treanor / Walsh (USA) - Kolocová / Sluková (CZE)    | 2-0   | 21-14 | 21-19 |       |
| 1er août 2012   | Kolocová / Sluková (CZE) - Cook / Hinchley (AUS)        | 2-1   | 21-16 | 18-21 | 15-11 |
| 1er août 2012   | May-Treanor / Walsh (USA) - Schwaiger / Schwaiger (AUT) | 2-1   | 17-21 | 21-8  | 15-10 |

### Groupe D
Les deux premières équipes de la poule sont qualifiées pour les huitièmes de finale, la troisième pour le tour de rattrapage.
- Qualifiés pour les huitièmes de finale
- Qualifiés pour le tour de rattrapage
- Éliminées

| # | Équipe                      | Pts | J | G | Gt | Pt | P | Sp | Sc | Ratio | Pp  | Pc  | Ratio |
| 1 | Kessy – Ross (USA)          | 4   | 2 | 1 | 1  | 0  | 0 | 4  | 1  | 4     | 90  | 73  | 1.233 |
| 2 | Keizer – van Iersel (NED)   | 4   | 3 | 1 | 0  | 2  | 0 | 4  | 4  | 1     | 134 | 126 | 1.063 |
| 3 | Baquerizo – Fernández (ESP) | 4   | 2 | 1 | 1  | 0  | 0 | 2  | 1  | 2     | 50  | 48  | 1.042 |
| 4 | Gallay – Zonta (ARG)        | 3   | 3 | 0 | 0  | 0  | 3 | 0  | 4  | 0     | 57  | 84  | 0.679 |

| Date            | Match                                                   | Score | Set 1   | Set 2   | Set 3   | Durée  |
| --------------- | ------------------------------------------------------- | ----- | ------- | ------- | ------- | ------ |
| 29 juillet 2012 | van Iersel / Keizer (NED) - Fernandez / Baquerizo (ESP) | 1 - 2 | 21 - 14 | 16 - 21 | 11 - 15 | 52 min |
| 29 juillet 2012 | Ross / Kessy (USA) - Gallay / Zonta (ARG)               | 2 - 0 | 21 - 11 | 21 - 18 |         | 37 min |
| 31 juillet 2012 |                                                         |       |         |         |         |        |
| 31 juillet 2012 | Kessy / Ross (USA) - van Iersel / Keizer (NED)          | 2 - 1 | 21 - 15 | 12 - 21 | 15 - 8  | 58 min |
| 2 août 2012     | van Iersel / Keizer (NED) - Gallay / Zonta (ARG)        | 2 - 0 | 21 - 12 | 21 - 16 |         |        |
| 2 août 2012     |                                                         |       |         |         |         |        |

### Groupe E
Les deux premières équipes de la poule sont qualifiées pour les huitièmes de finale, la troisième pour le tour de rattrapage.
- Qualifiés pour les huitièmes de finale
- Qualifiés pour le tour de rattrapage
- Éliminées

| # | Équipe                       | Pts | J | G | Gt | Pt | P | Sp | Sc | Ratio | Pp | Pc | Ratio |
| 1 | Antonelli – Antunes (BRA)    | 4   | 2 | 2 | 0  | 0  | 0 | 2  | 0  | MAX   | 42 | 29 | 1.448 |
| 2 | Goller – Ludwig (GER)        | 5   | 3 | 1 | 1  | 0  | 1 | 4  | 1  | 4     | 97 | 79 | 1.228 |
| 3 | Bawden – Palmer (AUS)        | 2   | 2 | 0 | 0  | 1  | 1 | 1  | 2  | 0.5   | 47 | 55 | 0.855 |
| 4 | Meppelink – van Gestel (NED) | 4   | 3 | 1 | 0  | 0  | 2 | 0  | 4  | 0     | 61 | 84 | 0.726 |

| Date            | Match                                                    | Score | Set 1   | Set 2   | Set 3  | Durée  |
| --------------- | -------------------------------------------------------- | ----- | ------- | ------- | ------ | ------ |
| 29 juillet 2012 | Goller / Ludwig (GER) - Bawden / Palmer (AUS)            | 2 - 1 | 21 - 18 | 19 - 21 | 15 - 8 | 52 min |
| 29 juillet 2012 | Antunes / Antonelli (BRA) - Meppelink / van Gestel (NED) | 2 - 0 | 21 - 10 | 21 - 19 |        | 37 min |
| 31 juillet 2012 |                                                          |       |         |         |        |        |
| 31 juillet 2012 |                                                          |       |         |         |        |        |
| 2 août 2012     | Ludwig / Goller (GER) - Meppelink / van Gestel (NED)     | 2 - 0 | 21 - 18 | 21 - 14 |        | 35 min |
| 2 août 2012     |                                                          |       |         |         |        |        |

### Groupe F
Les deux premières équipes de la poule sont qualifiées pour les huitièmes de finale, la troisième pour le tour de rattrapage.
- Qualifiés pour les huitièmes de finale
- Qualifiés pour le tour de rattrapage
- Éliminées

| # | Équipe                     | Pts | J | G | Gt | Pt | P | Sp | Sc | Ratio | Pp  | Pc  | Ratio |
| 1 | Dampney – Mullin (GBR)     | 3   | 2 | 1 | 0  | 0  | 1 | 0  | 2  | 0     | 30  | 42  | 0.714 |
| 2 | Cicolari – Menegatti (ITA) | 6   | 3 | 1 | 2  | 0  | 0 | 6  | 2  | 3     | 154 | 124 | 1.242 |
| 3 | Khomyakova – Ukolova (RUS) | 3   | 2 | 1 | 0  | 1  | 0 | 1  | 2  | 0.5   | 47  | 53  | 0.887 |
| 4 | Lessard – Martin (CAN)     | 3   | 3 | 0 | 0  | 1  | 2 | 1  | 2  | 0.5   | 47  | 59  | 0.797 |

| Date            | Match                                                   | Score | Set 1   | Set 2   | Set 3   | Durée  |
| --------------- | ------------------------------------------------------- | ----- | ------- | ------- | ------- | ------ |
| 29 juillet 2012 | Cicolari / Menegatti (ITA) - Khomyalova / Ukolova (RUS) | 2 - 1 | 17 - 21 | 21 - 18 | 15 - 8  | 58 min |
| 29 juillet 2012 |                                                         |       |         |         |         |        |
| 31 juillet 2012 | Menegatti / Cicolari (ITA) - Dampney / Mullin (GBR)     | 2 - 0 | 21 - 18 | 21 - 12 |         | 38 min |
| 31 juillet 2012 |                                                         |       |         |         |         |        |
| 2 août 2012     |                                                         |       |         |         |         |        |
| 2 août 2012     | Menegatti / Cicolari (ITA) - Martin / Lessard (CAN)     | 2 - 1 | 21 - 12 | 23 - 25 | 15 - 10 | 53 min |

## Tour de rattrapage

### Classement des troisièmes
| # | Équipe | Pts | J | G | Gt | Pt | P | Sp | Sc | Ratio | Pp | Pc | Ratio |
| 1 |        | 0   | 0 | 0 | 0  | 0  | 0 | 0  | 0  | MAX   | 0  | 0  |       |
| 2 |        | 0   | 0 | 0 | 0  | 0  | 0 | 0  | 0  | MAX   | 0  | 0  |       |
| 3 |        | 0   | 0 | 0 | 0  | 0  | 0 | 0  | 0  | MAX   | 0  | 0  |       |
| 4 |        | 0   | 0 | 0 | 0  | 0  | 0 | 0  | 0  | MAX   | 0  | 0  |       |
| 5 |        | 0   | 0 | 0 | 0  | 0  | 0 | 0  | 0  | MAX   | 0  | 0  |       |
| 6 |        | 0   | 0 | 0 | 0  | 0  | 0 | 0  | 0  | MAX   | 0  | 0  |       |

### Matches
| Date        | Match | Score | Set 1 | Set 2 | Set 3 | Durée |
| ----------- | ----- | ----- | ----- | ----- | ----- | ----- |
| 2 août 2012 |       |       |       |       |       |       |
| 2 août 2012 |       |       |       |       |       |       |

## Phase finale

### Tableau
|  | Huitièmes de finale          | Huitièmes de finale   |                         |                                  | Quarts de finale | Quarts de finale |  |  | Demi-finales | Demi-finales |  |  | Finale | Finale |
|  | Huitièmes de finale          | Huitièmes de finale   |                         |                                  | Quarts de finale | Quarts de finale |  |  | Demi-finales | Demi-finales |  |  | Finale | Finale |
|  |                              |                       |                         |                                  |                  |                  |  |  |              |              |  |  |        |        |
|  |                              |                       |                         |                                  |                  |                  |  |  |              |              |  |  |        |        |
|  |                              |                       |                         |                                  |                  |                  |  |  |              |              |  |  |        |        |
|  | Larissa / Juliana (BRA)      | 2                     |                         |                                  |                  |                  |  |  |              |              |  |  |        |        |
|  | Larissa / Juliana (BRA)      | 2                     |                         |                                  |                  |                  |  |  |              |              |  |  |        |        |
|  | Meppelink / van Gestel (NED) | 0                     |                         |                                  |                  |                  |  |  |              |              |  |  |        |        |
|  | Meppelink / van Gestel (NED) | 0                     | Larissa / Juliana (BRA) |                                  |                  |                  |  |  |              |              |  |  |        |        |
|  |                              |                       |                         |                                  |                  |                  |  |  |              |              |  |  |        |        |
|  |                              | Goller / Ludwig (GER) |                         |                                  |                  |                  |  |  |              |              |  |  |        |        |
|  | Goller / Ludwig (GER)        | 2                     |                         |                                  |                  |                  |  |  |              |              |  |  |        |        |
|  | Goller / Ludwig (GER)        | 2                     |                         |                                  |                  |                  |  |  |              |              |  |  |        |        |
|  | Holtwick / Semmler (GER)     | 0                     |                         |                                  |                  |                  |  |  |              |              |  |  |        |        |
|  | Holtwick / Semmler (GER)     | 0                     |                         |                                  |                  |                  |  |  |              |              |  |  |        |        |
|  |                              |                       |                         |                                  |                  |                  |  |  |              |              |  |  |        |        |
|  |                              |                       |                         |                                  |                  |                  |  |  |              |              |  |  |        |        |
|  | Talita / Antonelli (BRA)     |                       |                         |                                  |                  |                  |  |  |              |              |  |  |        |        |
|  |                              |                       |                         |                                  |                  |                  |  |  |              |              |  |  |        |        |
|  | Slukova / Kolocova (CZE)     |                       |                         |                                  |                  |                  |  |  |              |              |  |  |        |        |
|  |                              |                       |                         |                                  |                  |                  |  |  |              |              |  |  |        |        |
|  |                              |                       |                         |                                  |                  |                  |  |  |              |              |  |  |        |        |
|  |                              |                       |                         |                                  |                  |                  |  |  |              |              |  |  |        |        |
|  | Khun / Zumkkehr (SUI)        |                       |                         |                                  |                  |                  |  |  |              |              |  |  |        |        |
|  |                              |                       |                         |                                  |                  |                  |  |  |              |              |  |  |        |        |
|  | Kessy / Ross (USA)           |                       |                         |                                  |                  |                  |  |  |              |              |  |  |        |        |
|  |                              |                       |                         |                                  |                  |                  |  |  |              |              |  |  |        |        |
|  |                              |                       |                         |                                  |                  |                  |  |  |              |              |  |  |        |        |
|  |                              |                       |                         |                                  |                  |                  |  |  |              |              |  |  |        |        |
|  |                              |                       |                         |                                  |                  |                  |  |  |              |              |  |  |        |        |
|  |                              |                       |                         |                                  |                  |                  |  |  |              |              |  |  |        |        |
|  |                              |                       |                         |                                  |                  |                  |  |  |              |              |  |  |        |        |
|  |                              |                       |                         |                                  |                  |                  |  |  |              |              |  |  |        |        |
|  |                              |                       |                         |                                  |                  |                  |  |  |              |              |  |  |        |        |
|  |                              |                       |                         |                                  |                  |                  |  |  |              |              |  |  |        |        |
|  |                              |                       |                         |                                  |                  |                  |  |  |              |              |  |  |        |        |
|  |                              |                       |                         |                                  |                  |                  |  |  |              |              |  |  |        |        |
|  |                              |                       |                         |                                  |                  |                  |  |  |              |              |  |  |        |        |
|  |                              |                       |                         |                                  |                  |                  |  |  |              |              |  |  |        |        |
|  |                              |                       |                         |                                  |                  |                  |  |  |              |              |  |  |        |        |
|  |                              |                       |                         |                                  |                  |                  |  |  |              |              |  |  |        |        |
|  |                              |                       |                         |                                  |                  |                  |  |  |              |              |  |  |        |        |
|  |                              |                       |                         |                                  |                  |                  |  |  |              |              |  |  |        |        |
|  |                              |                       |                         | Match pour la médaille de bronze |                  |                  |  |  |              |              |  |  |        |        |
|  |                              |                       |                         |                                  |                  |                  |  |  |              |              |  |  |        |        |
|  |                              |                       |                         |                                  |                  |                  |  |  |              |              |  |  |        |        |
|  |                              |                       |                         |                                  |                  |                  |  |  |              |              |  |  |        |        |
|  |                              |                       |                         |                                  |                  |                  |  |  |              |              |  |  |        |        |
|  |                              |                       |                         |                                  |                  |                  |  |  |              |              |  |  |        |        |
|  |                              |                       |                         |                                  |                  |                  |  |  |              |              |  |  |        |        |
|  |                              |                       |                         |                                  |                  |                  |  |  |              |              |  |  |        |        |

### Huitièmes de finale
| Date        | Match                                                  | Score | Set 1   | Set 2   | Set 3 | Durée  |
| ----------- | ------------------------------------------------------ | ----- | ------- | ------- | ----- | ------ |
| 3 août 2012 | Ludwig / Goller (GER) - Holtwick / Semmler (GER)       | 2 - 0 | 21 - 16 | 21 - 15 |       | 36 min |
| 3 août 2012 | Juliana / Larissa (BRA) - Meppelink / van Gestel (NED) | 2 - 0 | 21 - 10 | 21 - 17 |       | 33 min |
| 3 août 2012 | Khun / Zumkkehr (SUI) - Kessy / Ross (USA)             |       | 15 - 21 |         |       |        |
| 3 août 2012 |                                                        |       |         |         |       |        |
| 4 août 2012 |                                                        |       |         |         |       |        |
| 4 août 2012 |                                                        |       |         |         |       |        |
| 4 août 2012 |                                                        |       |         |         |       |        |
| 4 août 2012 |                                                        |       |         |         |       |        |

### Quarts de finale
| Date        | Match | Score | Set 1 | Set 2 | Set 3 | Durée |
| ----------- | ----- | ----- | ----- | ----- | ----- | ----- |
| 5 août 2012 |       |       |       |       |       |       |
| 5 août 2012 |       |       |       |       |       |       |
| 5 août 2012 |       |       |       |       |       |       |
| 5 août 2012 |       |       |       |       |       |       |

### Demi-finales
| Date        | Match | Score | Set 1 | Set 2 | Set 3 | Durée |
| ----------- | ----- | ----- | ----- | ----- | ----- | ----- |
| 7 août 2012 |       |       |       |       |       |       |
| 7 août 2012 |       |       |       |       |       |       |

### Finale pour la médaille de bronze
| Date        | Match | Score | Set 1 | Set 2 | Set 3 | Durée |
| ----------- | ----- | ----- | ----- | ----- | ----- | ----- |
| 8 août 2012 |       |       |       |       |       |       |

### Finale
| Date        | Match | Score | Set 1 | Set 2 | Set 3 | Durée |
| ----------- | ----- | ----- | ----- | ----- | ----- | ----- |
| 8 août 2012 |       |       |       |       |       |       |

## Honneurs
| Vainqueur |
| --------- |
|           |
|           |

### Classement final
| Rang                                | Nation |
| ----------------------------------- | ------ |
| Médaille d'or, Jeux olympiques      |        |
| Médaille d'argent, Jeux olympiques  |        |
| Médaille de bronze, Jeux olympiques |        |
| 4                                   |        |
| 5                                   |        |
| -                                   |        |
| -                                   |        |
| -                                   |        |
| 9                                   |        |
| -                                   |        |
| -                                   |        |
| -                                   |        |
| -                                   |        |
| -                                   |        |
| -                                   |        |
| -                                   |        |
| 17                                  |        |
| -                                   |        |
| 19                                  |        |
| -                                   |        |
| -                                   |        |
| -                                   |        |
| -                                   |        |
| -                                   |        |

### Distinctions individuelles
- Meilleure joueuse (MVP) :
- Meilleure scoreuse :
- Meilleure passeuse :
- Meilleure attaquante :
- Meilleure serveuse :
- Meilleure contreuse :
- Meilleure défenseuse :
- Meilleure réceptionneuse :